# 5507 Niijima
5507 Niijima è un asteroide della fascia principale. Scoperto nel 1987, presenta un'orbita caratterizzata da un semiasse maggiore pari a 2,5812764 UA e da un'eccentricità di 0,1345193, inclinata di 2,64147° rispetto all'eclittica.
L'asteroide è dedicato all'astrofilo giapponese Tsuneo Niijima.